# Prosthecereaus maculosus
Prosthecereaus maculosus är en plattmaskart. Prosthecereaus maculosus ingår i släktet Prosthecereaus och familjen Euryleptidae. Inga underarter finns listade i Catalogue of Life.